# 符号点
符号点（ふごうてん）は、符号化文字集合内の、文字を割り当てうる個々の点。コードポイント (code point)。Unicodeでは符号位置（ふごういち）と訳す。文脈によっては単に点（てん、point）ともいう。
符号点は文字を割り当て「うる」点であり、規格によっては、実際に文字を割り当てる以外に、エスケープなどの目的の文字以外の何かが割り当てられることもある。

## 符号点のバイト列化
符号空間は、1次元のこともあれば、多次元のこともある。その中の符号点は、座標に相当する整数列で特定される。Unicodeのように符号空間が1次元の場合は、長さ1の整数列、つまり、1つの整数となる。Unicodeの用語では「Unicodeスカラー値」と言う。
整数列は、文字符号化方式によりバイト列に変換される。最も単純なスキームでは整数列がそのままバイト列になるが、一般には、直に整数として見たものとは異なる値に変換されたり、長さも変わったりする。

## 群・面・区・点
符号点（この節では、以下、単に点と呼ぶ）とは、整数列（バイト列ではない）を最後まで使って指定される点状の部分集合である。それに対し、最後から2番目の整数までを使って指定される、多数の点からなる線状の部分集合を区という。同様に、最後から3番目の整数までを使って指定される、多数の区からなる面状の部分集合を面といい、最後から4番目の整数までを使って指定される、多数の面からなる部分集合を群という。
上位から並べなおすと、群・面・区・点であり、群は多数の面からなり、面は多数の区からなり、区は多数の点からなる。それぞれを特定する最後の整数を（つまり、最後から4番目の整数から順に）、群番号・面番号・区番号・点番号、あるいは単に、群・面・区・点という。このような、上位から群・面・区・点とする階層構造は以前のISO/IEC 10646のものである（群は2011年の改訂で廃止された）。
当然ながら、符号空間の次元が低く整数列が短い場合には、上位の整数は使わない。群・面は大規模文字セットに伴い使われるようになったものであるが、区・点はJIS X 0208など以前から使われていた。
特にJISなどで、区番号と点番号からなる2つの整数の組を区点番号、あるいは単に区点という。

## 表現
点（位置）について、ASCIIなどでは、特にこれといった表現方法はなく、オクテットの値を十六進法などで「'A'は4116である」といったように表現する。JIS X 0208などでは「x区y点」あるいは「x-y」（xとyは普通十進法）と表現する。JIS X 0213では「面」がその前に加わる。UnicodeやISO/IEC 10646では、"U+" の後にUnicodeスカラ値を十六進で続けて「U+3042」のようにして表す。

## 参考資料
Unicodeに関する用語の日本語表記は次にならった。“Unicode Terminology English - Japanese”.   Unicode, inc. 2010年1月1日閲覧。